# Trencasostres
Trencasostres (Rompetechos en castellà), és un personatge fictici i una sèrie de còmics del dibuixant barceloní Francisco Ibáñez. Es va publicar per primera vegada al número 161 de la revista Tio Vivo, de l'editorial Bruguera el 6 d'abril de 1964. Com moltes vegades ha repetit el mateix Ibáñez, és el personatge preferit del seu creador.

## Descripció
Rompetechos és un personatge cabut, baixet, miop i despistat. Les historietes, originalment escrites en castellà, ens conten la vida d'aquest personatge en la qual se succeeixen situacions gracioses provocades per la seua falta de visió.
Rompetechos realitza accions quotidianes, però no ixen com degueren, ja que la seua miopia li fa veure el món d'altra forma.

## Creació
Hi ha dues versions contradictòries sobre naixement del personatge.
D'una banda hi ha la versió de Francisco Ibáñez, segons la qual el cap Francisco Bruguera tenia una gran afició per un personatge dels començaments del cinema anomenat Rompetechos, pel que va demanar a Ibáñez que dibuixara un personatge amb el mateix nom. Ibáñez llavors li hauria donat la volta a l'ordre creant un personatge baixét i miop.
L'altra versió és de Vicente Palomares, periodista i escriptor que va dirigir la revista Mortadelo durant la primera meitat dels anys 70 segons la qual el personatge estava basat físicament en un membre de la redacció anomenat Ernesto Pérez Mas.
Possiblement una inspiració va ser el personatge de Mr. Magoo de la productora de dibuixos animats O.P.A.
Apareix per primera vegada en 1964 en la revista Tío Vivo.

## Crítica
El personatge ha estat criticat per algunes persones que consideren que en aquestes historietes es fa burla de la miopia.
A aquestes crítiques Ibánez sempre ha respost que ell mateix pateix miopia des de jove i que, per tant, en tot cas seria una burla cap a si mateix, però que de fet, l'única cosa que se cerca és provocar el riure mitjançant un arquetip recognoscible i no burlar-se de la tara física en si. No obstant això, si l'explicació que el personatge es basa en un membre de la redacció fóra certa, llavors si podríem parlar d'un cert component de burla.

## Les historietes
L'esquema habitual d'una historieta de Rompetechos sol ser el següent: El personatge té la necessitat de fer o comprar alguna cosa, pel que comença a anar d'un costat a un altre provocant multitud de desastres degut al fet que la seua falta de visió li fa confondre-ho tot (per exemple; confon a un jove cabellut amb una margarida i procedeix a "arrancar-la" o a un home disfressat de viking amb un cérvol i intenta caçar-lo, etc.) Si el que intenta és comprar alguna cosa invariablement llegirà mal tots els cartells (per exemple "camiseria" en lloc de "comissaria") i després tindrà un diàleg surrealista amb l'empleat de la botiga. En aquests casos Rompetechos usualment agredeix verbalment a aquells que ell pensa que li estan prenent el pèl. Finalment, la situació acaba fent-se insostenible i acaba de forma violenta. Un axioma molt còmic del protagonista és que mai és conscient dels seus errors i confusions, ni tan sols a la conclusió de la historieta.

## Revistes i recopilacions
La primera aparició va ser en 1964 en la revista Tío Vivo de l'Editorial Bruguera
En 1968 es pot dir que era la figura visible de la revista Din Dan, ja que apareixia tant en la portada com en el títol.
També va tenir les seues pròpies revistes anomenades Súper Rompetechos i Rompetechos extra a la fi dels 70
Recopilacions de les seues historietes es poden trobar en diversos còmics de la Col·lecció Olé, tant de l'Editorial Bruguera com d'Edicions B. El 2004, amb motiu del seu 40 aniversari es va fer un recopilatori en format Super Humor, un volum que contenia la seua primera aventura i molt material del personatge.

## En carn i os
En la pel·lícula Mortadel·lo i Filemó (basada en altres personatges d'Ibáñez, Mortadel·lo i Filemó) apareix Rompetechos interpretat per Emilio Gavira. En la pel·lícula Rompetechos apareix com un reaccionari nostàlgic del règim franquista, la qual cosa és una mica aliè als còmics. Sobre açò Javier Fesser, el director, va declarar: "un home baixet, amb bigoti i que està sempre empipat ha d'ésser fatxa". En la segona pel·lícula d'imatge real, Mortadel·lo i Filemó. Missió:Salvar la Terra, aquestes connotacions franquistes van ser suprimides.

## Curiositats
- El personatge és el favorit de l'autor i a causa d'açò sol aparèixer molt sovint en altres sèries d'Ibáñez.
- És un dels personatges d'Ibáñez menys exportats a l'estranger per la dificultat de traduir els jocs de paraules de la sèrie.
- Va tenir la seua pròpia emissió de segell a Espanya.
- En un número especial de la revista Din Dan de finals dels 60 Rompetechos es cola en les historietes d'altres personatges pel fet que no aconsegueix trobar la seua pàgina, i finalment acaba donant-li la murga al mateix Ibáñez.
- El nom catalanitzat del personatge apareix únicament, i germanitzat, en El Sulfat Atòmic, on es diu Trencasostren (en la versió original en castellà es diu Rompetechen).